# Прістевіц
Прістевіц (нім. Priestewitz) — громада в Німеччині, розташована в землі Саксонія. Входить до складу району Майсен.
Площа — 61,20 км2. Населення становить 3163 ос. (станом на 31 грудня 2020).